# Hall & Oates
Hall & Oates är en amerikansk duo bestående av sångarna Daryl Hall (född 11 oktober 1946 i Pottstown, Pennsylvania) och John Oates (född 7 april 1948 i New York). Den bildades 1970 och hade väldigt stora framgångar under 1980-talet med låtarna "Maneater" och "Out of Touch", men de är också kända för "Private Eyes", "Rich Girl", "She's Gone", "Kiss on My List", "You Make My Dreams (Come True)" och "I Can't Go for That (No Can Do)".
2013 valdes de in i Rock and Roll Hall of Fame.

## Diskografi
Studioalbum
- 1972 – Whole Oats
- 1973 – Abandoned Luncheonette
- 1974 – War Babies
- 1975 – Daryl Hall & John Oates
- 1976 – Bigger Than Both of Us
- 1977 – Beauty On A Back Street
- 1978 – Along The Red Ledge
- 1979 – X-Static
- 1980 – Voices
- 1981 – Private Eyes
- 1982 – H2O
- 1984 – Big Bam Boom
- 1988 – Ooh Yeah!
- 1990 – Change of Season
- 1997 – Marigold Sky
- 2003 – Do It For Love
- 2004 – Our Kind of Soul
- 2006 – Home for Christmas

Singlar (topp 5 på Billboard Hot 100)
- 1976 – "Sara Smile" (#4)
- 1977 – "Rich Girl" (#1)
- 1981 – "Kiss on My List" (#1)
- 1981 – "You Make My Dreams" (#5)
- 1981 – "Private Eyes" (#1)
- 1981 – "I Can't Go for That (No Can Do)" (#1)
- 1982 – "Maneater" (#1)
- 1983 – "Say It Isn't So" (#2)
- 1984 – "Out of Touch" (#1)
- 1985 – "Method of Modern Love" (#5)
- 1988 – "Everything Your Heart Desires" (#3)

Livealbum
- 1978 – Livetime
- 1983 – Sweet Soul Music
- 1985 – Live at the Apollo!
- 1995 – Sara Smile
- 1998 – Live!
- 2001 – Daryl Hall & John Oates - Limited Edition
- 2001 – Greatest Hits Live
- 2001 – Ecstasy on the Edge
- 2003 – Live in Concert
- 2006 – In Concert
- 2008 – Live at the Troubadour
- 2015 – Live in Dublin

Samlingsalbum
- 1977 – No Goodbyes
- 1983 – Rock 'n' Soul, Part 1
- 1989 – Special Mix on CD
- 1991 – Looking Back – The Best of Daryl Hall + John Oates
- 1995 – The Best of Times – Greatest Hits
- 1996 – The Atlantic Collection
- 1996 – The Early Years
- 1997 – Starting All Over Again – Best of Hall & Oates
- 1998 – With Love from... Hall & Oates – The Best of the Ballads
- 1998 – Rich Girl
- 2001 – The Very Best of Daryl Hall & John Oates
- 2001 – The Ballads Collection – RCA 100th Anniversary Series
- 2001 – Definitive Collection
- 2001 – The Essential Collection
- 2002 – Legendary
- 2002 – VH1 Behind the Music: The Daryl Hall and John Oates Collection
- 2002 – Starting All Over Again – The Best Of Hall & Oates
- 2003 – 12 Inch Collection
- 2003 – 12 Inch Collection Vol. 2
- 2004 – Ultimate Daryl Hall + John Oates
- 2004 – The Collection
- 2005 – The Essential Daryl Hall & John Oates
- 2006 – The Platinum Collection
- 2006 – The Philadelphia Years - The Definitive Collection Of 1968-1971 Hall & Oates Recordings
- 2008 – Playlist: The Very Best of Daryl Hall & John Oates
- 2008 – The Singles
- 2009 – Do What You Want, Be What You Are: The Music of Hall & Oates
- 2017 – Timeless Classics

## Källhänvisningar
1. ↑  Rock and Roll Hall of Fame-ID: hall-oates.[källa från Wikidata]
2. ↑  Greene, Andy (2013-12-16): "Hall Stunned By Hall and Oates' Rock Hall of Fame Induction". Rollingstone.com. Läst 29 januari 2015. (engelska)